# Dušan Bajević
Dušan Bajević (serbi ciríl·lic: Душан Бајевић; grec: Ντούσαν Μπάγεβιτς, Doúsan Báyevits) (Mostar, 10 de desembre de 1948) és un exfutbolista bosnià amb nacionalitat grega de la dècada de 1970 i posteriorment entrenador de futbol.

## Trajectòria esportiva
La seva carrera futbolística al Velež Mostar, on disputà al voltant de 400 partits i marcà 170 gols, durant gairebé una dècada. L'any 1977 es traslladà a Atenes, club on guanyà dues lligues, una copa i fou màxim golejador de lliga la temporada 1979-80. El 1981 retornà a Velež on es retirà el 1983. Fou màxim golejador de la lliga iugoslava de futbol la temporada 1969-70, juntament amb Slobodan Santrač (20 gols). Disputà 37 partits i marcà 29 gols amb la selecció de Iugoslàvia entre els anys 1970 i 1977, i participà en el Mundial de 1974.
Posteriorment esdevingué entrenador de futbol. La major part d'aquesta etapa transcorregué a Grècia, on assolí la nacionalitat. El seu primer club fou Velež Mostar, on començà poc després de retirar-se. El 1986 guanyà al Copa de Iugoslàvia vencent el Dinamo de Zagreb 3-1 a la final. La següent temporada acabà segon a la lliga. Aquestes bones actuacions el portaren a ser fitxat per l'AEK Atenes. En la seva primera temporada esdevingué campió de lliga (1988-89), títol que el club no assolia feia deu anys. Posteriorment guanyà tres noves lligues consecutives (1991-92, 1992-93, 1993-94), una Supercopa (1989), una Copa de la Lliga (1990), una copa Pre-Jocs del Mediterrani (1991) i una Copa grega (1995-96).
Després de vuit brillants anys a AEK, el 1996 fou fitxat per l'Olympiakos FC, amb la consegüent hostilitat dels seguidors de l'AEK. Al club del Pireu guanyà tres lligues seguides novament (1997, 1998, 1999), assolint aquest darrer any el doblet. L'11 de novembre de 1999 fou acomiadat i la seva nova destinació fou el PAOK Salònica FC de Salònica, club on guanyà la copa el 2001. L'estiu de 2002 tornà a l'AEK. Aquesta etapa fou menys brillant però destacà a la Lliga de Campions 2002-03 on assolí un empat a 3 enfront del Reial Madrid a l'estadi Nikos Goumas i una a 2, remuntant un 2-0 inicial, a l'estadi Santiago Bernabeu. El 2004 retornà pel segon cop a Olympiacos, on tornà a guanyar un doblet. El 25 de maig de 2006 fou contractat per l'Estrella Roja de Belgrad sense grans resultats.
El 7 de setembre de 2007 fou contractat per l'Aris de Salònica, on només romangué una temporada. El 21 de novembre de 2008 tornà a l'AEK pel tercer cop, fitxant seguidament per l'AC Omonia de Xipre i el juny de 2012 per APS Atromitos.

## Palmarès

### Com a jugador
AEK Atenes
- Lliga grega de futbol: 2
  - 1978, 1979
- Copa grega de futbol: 1
  - 1978

Individual
- Màxim golejador de la lliga iugoslava de futbol: 1970
- Futbolista iugoslau de l'any: 1972
- Màxim golejador de la lliga grega de futbol: 1980

### Com a entrenador
Velež Mostar
- Copa iugoslava de futbol: 1
  - 1986

AEK Atenes
- Lliga grega de futbol: 4
  - 1989, 1992, 1993, 1994
- Copa grega de futbol: 1
  - 1996
- Supercopa grega de futbol: 1
  - 1989
- Copa de la Lliga grega de futbol: 1
  - 1990
- Copa Pre-Jocs del Mediterrani: 1
  - 1991

Olympiacos
- Lliga grega de futbol: 4
  - 1997, 1998, 1999, 2005
- Copa grega de futbol: 2
  - 1999, 2005

PAOK
- Copa grega de futbol: 1
  - 2001